# Wu Kan
Wu Kan is een volksverhaal uit China.

## Het verhaal
In Changzhou in het district Yixing woont de vrijgezel Wu Kan, hij is al jong wees geworden en heeft geen broers. Hij werkt als gerechtsdienaar en zijn huis ligt aan de Doornenbeek. Hij zorgt ervoor dat de stroom wordt afgeschermd voor zijn poort, zodat het water niet wordt verontreinigd. Hij vindt op een dag een witte gedraaide schelp en houdt het in leven in water in zijn huis. Als hij thuiskomt, staat het eten al klaar. Wu Kan denkt dat zijn buurvrouw het eten heeft gekookt en dankt haar als hij al tien dagen eten vindt als hij thuiskomt. Wu Kan hoort over zijn schone bruid en besluit de volgende dag vanuit het huis van de buurvrouw toe te kijken.
De volgende dag ziet hij een meisje koken en hij gaat naar haar toe, hij maakt een diepe buiging voor haar. Ze vertelt dat de Hemel haar heeft bevolen hem te dienen als vrouw. Ze leven samen in respect en genegenheid en iedereen is verbaasd als ze het verhaal horen. De districtsmagistraat en magnaten willen zich de vrouw toe-eigenen, maar Wu Kan begaat nooit een fout en kan niet worden gestraft. Dan eist de magistraat de veer van een kikker en de arm van een schim op de avondzitting. Wu Kan is wanhopig en vertelt thuis dat hij zal sterven.
De vrouw belooft hem te helpen en vertrekt. Ze komt terug en Wu Kan geeft de magistraat de voorwerpen, maar de magistraat eist dan een slakkeschepel. Wu Kan neemt de opdracht aan en zijn vrouw gaat naar haar huis om zo'n dier te halen, het lijkt op een hond. Het dier kan vuur eten, het is een wonderbeest. De magistraat vraagt of het dier ook vuur kan schijten en laat houtskool komen en aansteken. Het dier eet ervan en schijt vuur, waarna de magistraat Wu Kan wil laten doden. Maar een klerk raakt het vuurtje aan en er steekt een steekvlam omhoog, waardoor de magistraat en zijn huisgezin omkomen.
Wu Kan en zijn echtgenote zijn nooit weer gezien, het districtsgerecht werd iets naar het westen herbouwd.

## Achtergronden
- Het verhaal is afkomstig uit een bundel, Yuanhua ji, uit de negende eeuw.
- In China zijn veel verhalen over een bruid die door de hemel tot beschikking wordt gesteld aan een deugdzame man. Soms vertrekt ze weer naar haar eigen wereld na een zoon te hebben gebaard. In andere verhalen wordt de man meegenomen naar de wereld van onsterfelijken. Zie ook Xi Wangmu.